# Giovanni Imperiali
Giovanni Imperiali d'Afflitto di Francavilla (Napoli, 15 novembre 1890 – Roma, 30 novembre 1983) è stato un generale italiano, che partecipò alla guerra di Libia, alla grande guerra ed alla seconda guerra mondiale, durante la quale fu comandante del 6º Reggimento "Lancieri di Aosta" (1939-1941) in Albania, e della 50ª Brigata speciale di fanteria "Brigata Imperiali" (1942-1943) in Tunisia. Decorato con la Croce di Cavaliere dell'Ordine militare d'Italia, una Medaglia d'argento e quattro medaglie di bronzo al valor militare, due Croci al merito di guerra, e con la Croce di Ferro di seconda classe tedesca.

## Biografia
Nacque a Napoli il 15 novembre 1890, figlio di D. Michele dei principi di Francavilla, ufficiale del Regio Esercito e Teresa Tommasi, dei marchesi di Casalicchio. Patrizio napoletano, patrizio genovese, nel 1920 sposa donna Giulia Imperiali dei principi di Francavilla.
Arruolatosi nel Regio Esercito, nell'aprile 1909 entrò come Allievo ufficiale nella Regia Accademia Militare di Fanteria e Cavalleria di Modena, da cui uscì con il grado di sottotenente, assegnato all'arma di cavalleria il 17 settembre seguente, in servizio di prima nomina nel 15º Reggimento "Cavalleggeri di Lodi".
Partecipò alla guerra di Libia e fu promosso tenente il 17 settembre 1914. Dopo l'entrata in guerra del Regno d'Italia (1861-1946), avvenuta il 24 maggio 1915, prese parte ai combattimenti in forza a uno speciale raggruppamento bombardieri in seno al 17º Reggimento "Caserta", ottenendo riconoscimenti al valore tra il 1917 ed il 1918, specie sul Montello, e la promozione al grado di capitano.
Terminata la guerra, decorato con due Medaglie di bronzo al valor militare, passò in posizione fuori quadro, rimanendo a disposizione del generale d'armata Luca Montuori. Frequentata brillantemente la Scuola di guerra dell'esercito, fu addetto al Ministero della guerra dal 1º novembre 1926, quale ufficiale dei corsi di Stato maggiore.
Divenuto maggiore poi fu comandante di squadrone nel 9º Reggimento "Lancieri di Firenze" assegnato anche in servizio presso il comando della 25ª Divisione militare di Napoli, dove rimase sino al 22 novembre 1930. Ritornò quindi a Roma, quale ufficiale di Stato maggiore presso il Ministero della guerra, ottenendo, il 1º febbraio 1933, la promozione a tenente colonnello.
Fu quindi nominato Capo di stato maggiore della 1ª Divisione celere "Eugenio di Savoia" allora di stanza a Udine, posta al comando del generale di divisione Mario Caracciolo di Feroleto, permanendovi sino al 31 gennaio 1939. Promosso colonnello con anzianità 30 giugno 1938, l'anno successivo assunse dapprima incarichi presso il Corpo d'armata di Napoli e dopo, il 15 aprile, sostituendo il colonnello Raffaele Pelligra, il comando del 6º Reggimento "Lancieri di Aosta",  dislocato in Albania.
Qui lo colse lo scoppio della guerra contro la Francia e la Gran Bretagna, avvenuta il 10 giugno 1940, e poi partecipò all'attacco alla Grecia, iniziato il 28 ottobre. Alla testa del suo reggimento si distinse subito in una veloce avanzata su Kalamas, dove distrusse un centro logistico nemico, e per questo fu decorato di Medaglia d'argento al valor militare, ottenendone subito dopo una di bronzo al valor militare per aver seguito alcune ardite ricognizioni.
Il 28 marzo 1941 cedette il comando del 6º Reggimento "Lancieri di Aosta" al colonnello Goffredo Ricci e rimpatriò. Il 12 gennaio 1942 assunse l'incarico di Capo di stato maggiore della 131ª Divisione corazzata "Centauro".
Promosso generale di brigata dal 1º luglio 1942, fu successivamente addetto al comando del IX Corpo d'armata a Bari e quindi destinato a Roma, presso lo Stato maggiore del Regio Esercito, per lo speciale incarico di mobilitare la L brigata speciale, di cui fu assunse comando, da impiegarsi dal 12 novembre 1942 in vista dell'invasione della Tunisia, passando poi alle dipendenze del XXX Corpo d'armata del generale di corpo d'armata Vittorio Sogno, operante in Tunisia in vista dell'attacco delle forze alleate.
Rimase in Tunisia sino allo scioglimento della sua brigata, avvenuta il 5 maggio 1943, rimanendo a disposizione della 1ª Armata del generale Giovanni Messe fino al giorno 10 dello stesso mese quando fu evacuato per via aerea, insieme al generale Sogno, imbarcandosi su un velivolo da trasporto Savoia-Marchetti S.M.82 Marsupiale ai comandi del tenente Fulvio Setti che con un avventuroso volo lo trasportò in Sicilia. Rientrato a Roma, dal giorno 11 seguente fu alle dipendenze del Ministero della guerra, per incarichi speciali, e dal 15 agosto fu assegnato all'Ispettorato dell'Arma di cavalleria.
Dopo l'armistizio dell'8 settembre 1943 riuscì a sottrarsi alla cattura dei tedeschi e, raggiunto il Regno del Sud, partecipò poi alla guerra di liberazione. Nel marzo 1945, in qualità di vicecomandante del Gruppo di Combattimento Legnano fu decorato con una quarta una medaglia di bronzo al valor militare.
Congedatosi dall'esercito nel dopoguerra, fu nominato membro della Consulta Nazionale del Senato del Regno, e il 24 novembre 1947 fu insignito della Croce di Cavaliere dell'Ordine militare d'Italia. Morì a Roma nel 1983, all'età di 93 anni.

### Annotazioni
1. ↑  Nato a Napoli il 6 aprile 1855 ed ivi deceduto il 25 febbraio 1944.

### Fonti
1. 1 2 3 4 5 6 7 8 9 10 11 12  Generals.
2. 1 2 3  Tiscali.
3. ↑  Temperino 2009, p. 21.
4. ↑   Bollettino ufficiale delle nomine, promozioni e destinazioni negli ufficiali e sottufficiali del R. esercito italiano e nel personale dell'amministrazione militare, 1918,  p. 2512. URL consultato il 24 aprile 2020.
5. 1 2  Brignoli 2007, p. 67.
6. ↑   Bollettino ufficiale delle nomine, promozioni e destinazioni negli ufficiali e sottufficiali del R. esercito italiano e nel personale dell'amministrazione militare, 1924,  p. 532. URL consultato il 24 aprile 2020.
7. ↑   Bollettino ufficiale delle nomine, promozioni e destinazioni negli ufficiali e sottufficiali del R. esercito italiano e nel personale dell'amministrazione militare, 1928,  p. 5092. URL consultato il 24 aprile 2020.
8. ↑   Bollettino ufficiale delle nomine, promozioni e destinazioni negli ufficiali e sottufficiali del R. esercito italiano e nel personale dell'amministrazione militare, 1934,  p. 3614. URL consultato il 24 aprile 2020.
9. 1 2 3  Brignoli 2007, p. 59.
10. 1 2 3  Zaloga 2005, p. 24.
11. ↑  Viola 2014, p. 25.
12. ↑  Sito web del Quirinale: dettaglio decorato.
13. ↑  Gazzetta Ufficiale del Regno d'Italia n.240 del 16 ottobre 1931, pag.5054.